# Osório Adriano
Osório Adriano da Silva Filho ComMM (Uberaba, 10 de julho de 1929) é um engenheiro civil e político brasileiro filiado ao Partido da Social Democracia Brasileira (PSDB). Pelo Distrito Federal, foi deputado federal por cinco mandatos.

## Biografia
Filho de Osório Adriano da Silva e Maria Sabina da Silva. Formado em Engenharia Civil pela Universidade de Miami em 1957. Nesse mesmo ano chegou em Brasília e trabalhou numa construtora estabelecendo-se depois como fundador e presidente do Grupo Brasal. Entre 1971 e 1983 foi representante, tesoureiro, secretário e presidente do Sindicato do Comércio Varejista de Veículos no Distrito Federal. Fundador e vice-presidente da Federação do Comércio na respectiva unidade federativa, tornou-se membro do Conselho de Administração do Instituto de Orientação às Cooperativas Habitacionais do Distrito Federal em 1974 e após cinco anos chegou à vice-presidência da Associação Brasileira de Revendedores Autorizados Volkswagen, em São Paulo. Em 1983 assessorou a visita do presidente João Figueiredo aos Estados Unidos.
Sua vida política começou na Nova República quando tornou-se fundador e presidente distrital do PFL e por esta legenda foi candidato a senador por uma sublegenda em 1986, mas não logrou êxito. De volta a sua rotina empresarial, integrou o conselho diretor da Fundação Universidade de Brasília e em 1988 foi nomeado vice-presidente da Associação Latino-Americana de Distribuidores de Automóveis, na Argentina.
Em 1990 foi eleito deputado federal. Em 1991, como deputado, Osório foi admitido pelo presidente Fernando Collor à Ordem do Mérito Militar no grau de Comendador especial. Ainda assim, votou a favor de seu impeachment em 1992.
Reeleito em 1994, figurou como suplente em 1998, mas foi convocado quando Maria de Lourdes Abadia assumiu o cargo de secretária de Coordenação das Administrações Regionais no terceiro governo Joaquim Roriz, sendo efetivado quase ao final da legislatura quando quando Abadia renunciou para assumir como vice-governadora do Distrito Federal na chapa de Joaquim Roriz. De novo suplente em 2002, foi efetivado mais uma vez nos estertores da legislatura como substituto de José Roberto Arruda, que fora eleito governador do Distrito Federal.
Disputou sua última eleição pelo DEM como primeiro suplente de senador na chapa de Alberto Fraga em 2010, não sendo eleito. Filiou-se ao PSDB três anos depois.